# نيكولا بيدوس
نيكولا بيدوس (بالفرنسية: Nicolas Bedos)‏ (ولد في 21 أبريل 1980) مخرج وممثل وكوميدي وكاتب سيناريو فرنسي وهو ابن الممثل غي بيدوس، اشتهرت عن كتابته ومشاركته بطولة فيلم السيد والسيدة أديلمان عام 2017

## روابط خارجية
- نيكولا بيدوس على موقع IMDb (الإنجليزية)
- نيكولا بيدوس على موقع ميتاكريتيك (الإنجليزية)
- نيكولا بيدوس على موقع روتن توميتوز (الإنجليزية)
- نيكولا بيدوس على موقع قاعدة بيانات الأفلام العربية
- نيكولا بيدوس على موقع ألو سيني (الفرنسية)
- نيكولا بيدوس على موقع ميوزك برينز (الإنجليزية)
- نيكولا بيدوس على موقع أول موفي (الإنجليزية)
- نيكولا بيدوس على موقع ديسكوغز (الإنجليزية)
- نيكولا بيدوس على موقع قاعدة بيانات الفيلم (الإنجليزية)
- نيكولا بيدوس على موقع كينوبويسك (الروسية)